# Addison (álbum)
Addison es el álbum de estudio debut de la cantante estadounidense Addison Rae, lanzado el 6 de junio de 2025 a través de Columbia Records, bajo licencia exclusiva de As Long As I'm Dancing LLC. Fue precedido por el lanzamiento de cinco sencillos: «Diet Pepsi», «Aquamarine», «High Fashion», «Headphones On» y «Fame is a Gun».Tras su lanzamiento, Addison recibió críticas generalmente positivas, y los críticos elogiaron el arte único de Rae y su producción experimental.

## Antecedentes
Rae saltó a la fama como creadora de contenido en TikTok, donde acumuló más de 88 millones de seguidores. Posteriormente, se aventuró en el canto, impulsada por su adoración por la música pop. El 18 de agosto de 2023, Rae lanzó su EP debut, AR, que incluía su sencillo debut «Obsessed», así como tres canciones más, incluyendo una colaboración con la cantautora británica Charli XCX. Rae reveló que Charli XCX jugó un papel crucial en su trayectoria musical tras el lanzamiento de la canción. En una entrevista con Vogue sobre sus aspiraciones musicales para 2023, Rae expresó su deseo de tener «control total para hacerlo exactamente como lo imagino», y describió el EP como el «punto final de los últimos años», así como un «paso importante en mi carrera».
En una entrevista con Brittany Spanos de Rolling Stone en enero de 2025, Rae reveló que solo contó con Luka Kloser y Elvira Anderfjärd para producir su álbum debut. Ambas tienen contrato con MxM Music, una compañía editorial propiedad del productor sueco Max Martin. Kloser, Anderfjörd y Rae también coescribieron todas las canciones del álbum, trabajando entre Los Ángeles, Nueva York y Suecia. El álbum fue grabado parcialmente en la sede del estudio de Martin en Suecia. Spanos escuchó algunas canciones del álbum durante la entrevista, que describió como «canciones pop hipnóticas, vibrantes y exuberantes», con letras que encarnan el espíritu de ser «joven, divertida y libre». Hablando con Suzy Exposito de Elle, Rae, Kloser y Anderfjärd revelaron que el álbum fue inspirado en el álbum de Madonna de 1998 Ray of Light. Antes de su lanzamiento, numerosas publicaciones se refirieron al álbum como uno de los proyectos musicales más esperados de 2025.
La tienda en línea de Rae describe Addison como «el primer y último álbum de Addison Rae», lo que sugiere un posible cambio en su identidad artística. En su entrevista con Elle, Rae comentó que ahora se identifica simplemente como Addison y habló sobre un enfoque más intencional en su carrera. También mencionó su formación en danza como una influencia clave en su estilo musical, enfatizando su enfoque en cómo la música se siente y conmueve el cuerpo.

## Promoción
El 12 de abril de 2025, la cantante hizo una aparición sorpresa en el set de la productora venezolana Arca en Coachella. Durante una presentación de su colaboración «Arcamarine», Rae reveló la fecha de lanzamiento del álbum mostrando su ropa interior rosa de Victoria's Secret con la inscripción «June 6» («6 de junio»). Rae reveló el título y la portada del álbum el 23 de abril. La lista de canciones fue revelada a través de vallas publicitarias en todo el mundo que mostraban los títulos o letras de las canciones, mientras que el orden de las canciones fue revelada el 21 de mayo. El 27 de mayo, Rae publicó un avance del álbum, que sirve como una reintroducción de la cantante.

### Sencillos
Rae lanzó «Diet Pepsi» como el sencillo principal del álbum el 9 de agosto de 2024. Descrito como una «canción pop de ensueño», el sencillo se convirtió en su gran éxito, alcanzando la posición número 54 en la Billboard Hot 100, así como la posición número 10 en el Reino Unido.
«Aquamarine» fue lanzado como el segundo sencillo del álbum el 25 de octubre. Descrito como un «canto de sirena envuelto en brillo dance pop», se hicieron comparaciones con artistas como Madonna, Britney Spears y Kylie Minogue. La canción fue luego remezclada por Arca, titulada «Arcamarine».
«High Fashion», una declaración sobre la «adicción» a la moda y sentirse empoderada como resultado, fue lanzado como el tercer sencillo del álbum el 14 de febrero de 2025.
«Headphones On» fue lanzado como el cuarto sencillo del álbum el 18 de abril. Rae describió la creación de la canción y el video como «catártica» y una «experiencia transformadora».
«Fame is a Gun» fue lanzado como el quinto sencillo del álbum el 30 de mayo.

## Recepción crítica
Addison recibió reseñas generalmente positivas de los críticos musicales, quienes elogiaron su cohesión, producción pop y la evolución de Rae como artista. En Metacritic, obtuvo una puntuación de 79 sobre 100, indicando «críticas generalmente favorables».
Escribiendo para Clash, Sam Franzini comentó que el álbum «refleja más lo que disfruta Rae que quién es ella. Pero ¿quién puede culpar a una chica que, a la primera oportunidad, mezcla todas sus influencias para crear un tapiz con lo que creció? Addison es un álbum pop magistral que nace del corazón, y no hay muchos como este ahora mismo.» Shaad D'Souza de The Guardian escribió que el «tono casualmente incisivo [del álbum] sugiere que Rae podría ser una gran flâneuse pop al estilo de Madonna o Janet Jackson, desplazándose por la escena con una facilidad seductora y una mirada penetrante.» Escribiendo para The Independent, Felicity Martin mencionó que «puede que Addison Rae haya empezado como una personalidad de internet, pero Addison se ha ganado un puesto en el panorama del pop. Más que una casualidad o novedad, marca la llegada de una artista que sabe exactamente lo que hace.»
Maya Georgi de Rolling Stone escribió que el álbum «no es la obra de una artista pop completamente formada al nivel de sus héroes. Para ser un disco dance pop, parte del álbum se ve lastrada por la falta de dinamismo, con demasiada música que resulta circular y repetitiva en lugar de propulsiva.» Escribiendo para The Line of Best Fit, Tanatat Khuttapan mencionó que «Rae tiene mucho que mejorar, lo cual no es necesariamente una mala noticia. [...] Tiene pocas novedades que ofrecer, tanto lírica como sonoramente, en el panorama musical de esta década. Pero algo que merece ser elogiado sin reservas son las peculiares representaciones visuales del disco que ha realizado su equipo creativo.»

## Lista de canciones
Todas las canciones fueron escritas por Addison Rae Easterling, Elvira Anderfjärd y Luka Kloser; «Lost & Found» y «High Fashion» también fueron escritas por Tove Burman.
| Addison |                                      |          |  |
| N.º     | Título                               | Duración |  |
| 1.      | «New York»                           | 2:32     |  |
| 2.      | «Diet Pepsi»                         | 2:50     |  |
| 3.      | «Money Is Everything»                | 2:02     |  |
| 4.      | «Aquamarine»                         | 2:43     |  |
| 5.      | «Lost & Found»                       | 0:48     |  |
| 6.      | «High Fashion»                       | 3:18     |  |
| 7.      | «Summer Forever»                     | 3:47     |  |
| 8.      | «In the Rain»                        | 3:33     |  |
| 9.      | «Fame is a Gun»                      | 3:03     |  |
| 10.     | «Times Like These»                   | 3:52     |  |
| 11.     | «Life's No Fun Through Clear Waters» | 0:57     |  |
| 12.     | «Headphones On»                      | 4:00     |  |
| 33:24   |                                      |          |  |

## Personal
Créditos adaptados de Tidal.
Músicos
- Addison Rae – voz
- Elvira Anderfjärd – coros, teclados, programación, producción
- Luka Kloser – teclados, programación, producción (todas las pistas); coros (pistas 1–3, 5, 7–12)
- Tove Burman – coros (pistas 5, 6), teclados (6)

Técnico
- Elvira Anderfjärd – ingeniería
- Luka Kloser – ingeniería
- Bryce Bordone – asistencia de ingeniería
- Randy Merrill – masterización
- Serban Ghenea – mezcla